# ヴィルヌーヴ (イタリア)
ヴィルヌーヴ（フランス語: Villeneuve）は、イタリア共和国ヴァッレ・ダオスタ州にある、人口約1,300人の基礎自治体（コムーネ）。

## 地理

### 位置・広がり
州都アオスタの西約10kmに位置しており、クールマイヨールからモンブラントンネルに至る道路が通っている。ドーラ・バルテア川のほとりに所在しており、ラフティングで有名である。

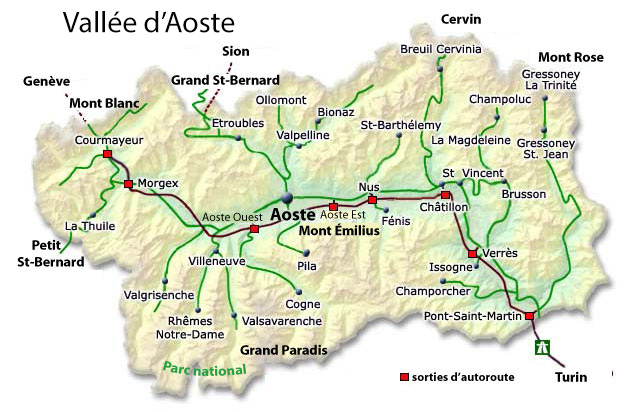
ヴァッレ・ダオスタ州地図

#### 隣接コムーネ
隣接するコムーネは以下の通り。
- サン＝ピエール - 北
- アイマヴィル - 東
- ヴァルサヴァランシュ - 南
- アントロ - 南西
- アルヴィエ - 西
- サン＝ニコラ - 北西

## 分離集落
ヴィルヌーヴには、以下の分離集落（フラツィオーネ）がある。
- Balmet, Bertolaz, Bruillen, Champagne, Champagnole, Champleval, Champlong-Dessus, Champlong-Martignon, Champlong-Rosaire, Champlong-Vaillon, Champrotard, Chavonne, La Cloutraz, La Côte, La Crête, Croix-Blanche, Cumiod, Montovert, Peranche, Saburey, Saint-Roch, Trépont, Véreytaz

## 姉妹都市
- Aigueblanche、フランス